# Orchestre de la Suisse romande
L'Orchestre de la Suisse romande (OSR) est un orchestre symphonique de renommée internationale basé à Genève. Il donne des concerts réguliers à la fois à Genève et à Lausanne.

## Histoire
Il est fondé le 30 novembre 1918 par Ernest Ansermet qui le dirige jusqu'en 1967. Membre fondateur et premier président en est le Président du Grand Conseil du canton de Genève, Paul Lachenal. L'OSR est régi par une fondation de droit privé.
L'OSR donne des concerts à Genève dans la salle du Victoria Hall et à Lausanne au Palais de Beaulieu, joue de la musique d'opéra et de ballet pour le Grand Théâtre de Genève et organise régulièrement des tournées en Europe, en Amérique du Nord et en Extrême-Orient.
L'OSR donne des représentations d'œuvres musicales de nombreux compositeurs, tels Benjamin Britten, Claude Debussy, Heinz Holliger, Arthur Honegger, Frank Martin, Darius Milhaud, Igor Stravinsky, etc.
Depuis 2016, Jonathan Nott est directeur artistique et musical de l'orchestre. Son contrat court jusqu'en 2026.
En 2023, la société Cybel’Art de Pierluigi Christophe Orunesu a développé l'initiative icologram, une startup numérique permettant la présence virtuelle d’artistes, et a collaboré avec l’Orchestre de la Suisse Romande pour enregistrer la première performance symphonique holographique, présentée à Artgenève 2024,.
Début 2025, l’Orchestre de la Suisse romande a présenté Virtual Hall, une plateforme de réalité virtuelle immersive conçue en partenariat avec l’entreprise suisse d’ArtTech Cybel’Art. Fusionnant musique symphonique, arts de la scène et innovation technologique, cette expérience inédite permet au public de s’immerger au cœur de l’orchestre grâce à des captations vidéo à 360 degrés et un son spatial multicanal, enregistrés depuis des points de vue scéniques inédits. Imaginée par Pierluigi Orunesu, fondateur de Cybel’Art, Virtual Hall a été dévoilée en première mondiale lors d’Artgenève 2025.

## Direction musicale
Comme chefs permanents de l'orchestre se sont succédé :
- Ernest Ansermet (1918-1967) ;
- Paul Kletzki (1967-1970) ;
- Wolfgang Sawallisch (1970-1980) ;
- Horst Stein (1980-1985) ;
- Armin Jordan (1985-1997) ;
- Fabio Luisi (1997-2002) ;
- Pinchas Steinberg (2002-2005) ;
- Marek Janowski (2005-2012) ;
- Neeme Järvi (2012-2015) ;
- Jonathan Nott (2016 - ).

## Créations
L'Orchestre de la Suisse romande est le créateur d'œuvres de Pierre Ancelin (Le Journal d'un fou, 1969), Conrad Beck (Innominata, 1932), Benjamin Britten (Cantat misericordia, 1963), Pierre Capdevielle (Symphonie no 3 « da camera », 1954), Marius Constant (Candide, 1971), Jean-Luc Darbellay (Dernière Lettre à Théo, 2010), Henri Gagnebin (Ouverture française, 1920 ; Symphonie en fa, 1922 ; Saint François d'Assise, 1935 ; Requiem des vanités du monde, 1940), Henryk Górecki (Refrain, op. 21, 1965), Heinz Holliger (Tonscherben, 1985 ; Chants sur des textes de Georg Trakl, 1993 ; Concerto pour violon, commande pour le 75e anniversaire de l'orchestre, 1995), Arthur Honegger (Horace victorieux, 1921 ; Chant de joie, 1923), Michael Jarrell (Instantanés, 1986 ; Sillages, 2005 ; Galilei, opéra, 2006 ; Concerto pour flûte « ...Un temps de silence... », commande, 2007 ; ...Le ciel, tout à l'heure encore si limpide, soudain se trouble horriblement..., 2009), Ivo Malec (Exempla, 1995), Frank Martin (Concerto pour piano no 1, 1936 ; Symphonie, 1938 ; In Terra Pax, 1945 ; Golgotha, 1948 ; Le Mystère de la nativité, 1959 ; Les Quatre Éléments, 1964), Darius Milhaud (Concerto pour violon et flûte, 1940), Norbert Moret (Tragiques, 1983 ; Diotimas Liebeslieder, 1988 ; Divertimento pour violoncelle, hautbois, cor et percussion, 1993), Heinrich Sutermeister (Concerto pour violoncelle no 2, 1974 ; Ecclesia, 1975 ; Concerto pour clarinette, 1979 ; Consolatio Philosophie, 1980), Alexandre Tansman (Symphonie no 7, 1947), Anatol Vieru (Concerto pour violoncelle, 1963), Pierre Wissmer (Concerto pour violon no 1, 1944 ; Symphonie no 2, 1963 ; Symphonie no 4, 1964 ; Triptyque romand, 1973), Julien-François Zbinden (Symphonie no 2, 1959), notamment.